# Pařížská eparchie byzantské ukrajinské církve svatého Vladimíra Velikého

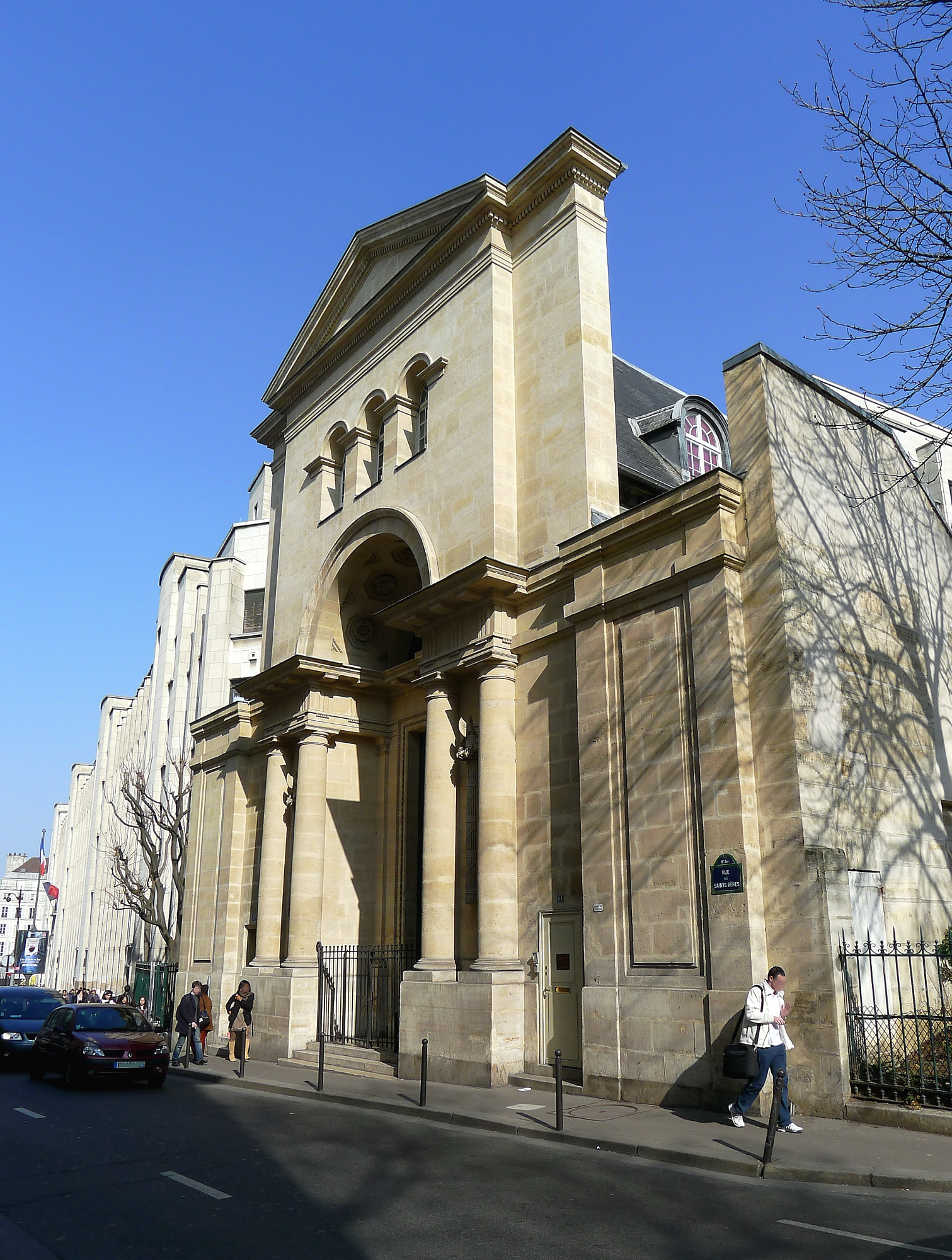
Katedrála svatého Vladimíra Velikého

Pařížská eparchie byzantské ukrajinské církve svatého Vladimíra Velikého (fr. Éparchie Saint Wladimir-Le-Grand de Paris des Byzantins-Ukrainiens, ukrajinsky Паризька єпархія Святого Володимира Великого для українців візантійського обряду, lat. Eparchia Vladimiri Magni Parisiensis) je eparchie ukrajinské řeckokatolické církve se sídlem v Paříži. Zahrnuje území Francie, Belgie, Lucemburska, Nizozemska a Švýcarska.

## Historie
V roce 1937 založila ukrajinská řeckokatolická církev v Paříži svou misijní stanici. Jako domovský kostel byla vybrána kaple, která byla přestavěna pro potřeby byzantského ritu. Chrám získal patrocinium po knížeti Vladimíru I. (960–1015) a dne 9. května 1943 byl přejmenován na chrám svatého Vladimíra Velikého. Chrám vysvětil světící biskup Emanuel-Anatole-Raphaël Chaptal de Chanteloup.
Rostoucí počet členů misie i věřících ukrajinské řeckokatolické církve přiměl papeže Jana XXIII., aby apoštolskou konstitucí Aeterni Pastoris ze dne 22. června 1960 založil Apoštolský exarchát ve Francii. Sídlem biskupa apoštolského exarchátu se stal v Paříži chrám sv. Vladimíra Velikého, který tak získal statut katedrály.
Dne 19. ledna 2013 papež Benedikt XVI. povýšil apoštolský exarchát ve Francii na eparchii s názvem Pařížská eparchie byzantské ukrajinské církve svatého Vladimíra Velikého a jmenoval novým eparchou současného exarchu Mons. Borise Gudziaka.

## Správa
Exarchát zahrnuje vedle Francie ještě Belgii, Lucembursko, Nizozemsko a Švýcarsko o celkové rozloze 791 090 km2 se 100 098 9657 obyvateli (2009), z nichž se k církvi hlásí asi 25 000. Jedná se o imediátní biskupství, je tedy podřízeno přímo papeži a nepatří proto k žádné církevní provincii. V jeho čele stojí od července 2012 Mons. Boris Gudziak, od ledna 2013 jako eparcha. Eparchát měl v roce 2013 18 farností, 16 kněží, jednoho stálého jáhna, a pět řeholníků a řeholnic. Liturgickým jazykem je ukrajinština, používá se byzantský ritus.

## Apostolští exarchové a eparchové
- Volodymyr Malančuk (1960–1982)
- Michel Hrynčyšyn (1982–2012)
- Boris Gudziak (od 2012, od ledna 2013 eparcha, do 2019)
  - sede vacante, administrátor Hlib Lončyna (od 2019)